# Río Quino
El río Quino es un curso natural de agua que nace en la cordillera de los Andes y fluye con dirección oeste en la Región de La Araucanía hasta su confluencia con el río Traiguén, con el que forma el río Colpi o Panqueco.

## Trayecto
El río Quino viene desde el este y se une al río Traiguén para formar el río Colpi (o Penqueco).: 454 : 16 
En su trayecto el río cruza la ciudad de Quino.

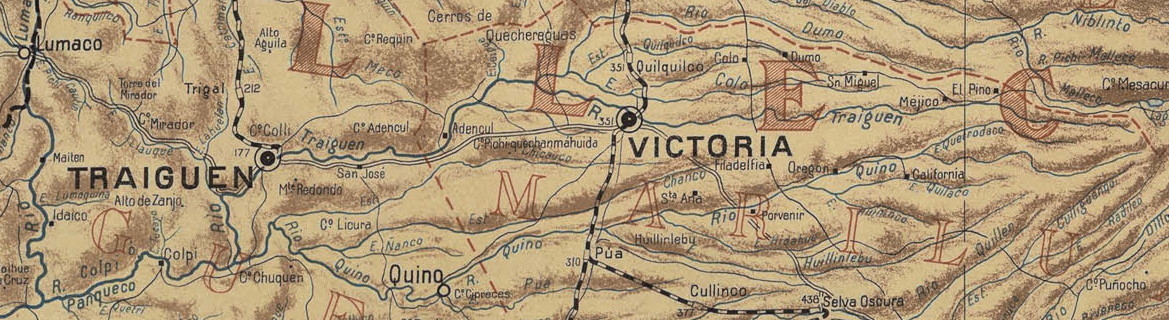
Cuenca del río Colpi o Panqueco en un mapa de Luis Risopatrón de 1910.

## Caudal y régimen
La subcuenca del río Cholchol, que comprende su hoya hidrográfica con sus principales afluentes: río Purén, río Lumaco, río Traiguén, río Quino y río Quillén, tiene un notorio régimen pluvial, con importantes caudales en los meses de invierno. En años lluviosos los mayores caudales ocurren entre junio y agosto, producto de importantes lluvias invernales. En años normales y secos los mayores caudales también se deben a aportes pluviales, presentándose entre junio y septiembre. El período de menores caudales se observa en el trimestre enero-marzo.: 62 

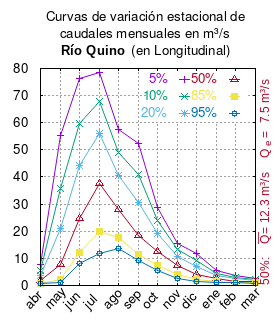
Curvas de variación estacional del río Quino en Victoria.

El caudal del río (en un lugar fijo) varía en el tiempo, por lo que existen varias formas de representarlo. Una de ellas son las curvas de variación estacional que, tras largos periodos de mediciones, predicen estadísticamente el caudal mínimo que lleva el río con una probabilidad dada, llamada probabilidad de excedencia. La curva de color rojo ocre (con {\displaystyle {\color {Red}\vartriangle }}) muestra los caudales mensuales con probabilidad de excedencia de un 50 %. Esto quiere decir que ese mes se han medido igual cantidad de caudales mayores que caudales menores a esa cantidad. Eso es la mediana (estadística), que se denota Qe, de la serie de caudales de ese mes. La media (estadística) es el promedio matemático de los caudales de ese mes y se denota {\displaystyle {\overline {Q}}}.
Una vez calculados para cada mes, ambos valores son calculados para todo el año y pueden ser leídos en la columna vertical al lado derecho del diagrama. El significado de la probabilidad de excedencia del 5 % es que, estadísticamente, el caudal es mayor solo una vez cada 20 años, el de 10 % una vez cada 10 años, el de 20 % una vez cada 5 años, el de 85 % quince veces cada 16 años y la de 95 % diecisiete veces cada 18 años. Dicho de otra forma, el 5 % es el caudal de años extremadamente lluviosos, el 95 % es el caudal de años extremadamente secos. De la estación de las crecidas puede deducirse si el caudal depende de las lluvias (mayo-julio) o del derretimiento de las nieves (septiembre-enero).

## Historia
Francisco Solano Asta-Buruaga y Cienfuegos escribió en 1899 en su obra póstuma Diccionario Geográfico de la República de Chile sobre el fuerte que existió en la ribera del río:
Quino (Fuerte de).-—Situado en el departamento de Traiguén á 18 kilómetros al SE. de su capital y poco menos distante al S. del fuerte de Adencul. Fué construido en febrero de 1881 en la margen norte del río, del que toma el título. Este es una corriente de agua de moderado caudal y de un curso medianamente lento de unos 45 kilómetros, que procede de los bosques de la falda occidental de los Andes hacia el E. de la ciudad de Traiguén; se dirige hacia el O. y más abajo del fuerte va á juntarse con el río de la denominación de esa ciudad y formar el Colpí. En sus márgenes se notan hermosos campos. El nombre es de quynu, gangoso ó de sonido bronco.